# IndyCar Series 2024
Die NTT IndyCar Series 2024 war die 103. Meisterschaftssaison im US-amerikanischen Monoposto-Sport und die 28. Saison der IndyCar Series. Die 17 Rennen umfassende Saison begann am 10. März in St. Petersburg (Florida) und endete am 15. September in Nashville (Tennessee).

## Technische Änderung
Neu waren ab dieser Saison Hybridantriebe zum Einsatz gekommen. Die bereits seit 2012 eingesetzten 2,2-Liter-Twinturbomotoren wurden um einen Elektromotor ergänzt, der für alle Teams identisch war. Durch diese Änderung des Antriebs waren die Autos um rund 42,5 Kilogramm schwerer geworden. Der neue Antrieb kam beim Indy 200 at Mid-Ohio zum ersten Mal zum Einsatz.

## Fahrer und Teams

### Änderungen bei den Fahrern

#### Rookies
- Der Schwede Linus Lundqvist gab sein IndyCar-Debüt bereits in der letzten Saison bei Meyer Shank Racing. Er war der Indy-Lights-Meister von 2022. Er ersetzte bei Chip Ganassi Racing Marcus Ericsson.
- Kyffin Simpson aus Barbados fuhr mit einer Lizenz der Kaimaninseln. In der vorherigen Saison belegte er den zehnten Platz in der Indy NXT Nachwuchsserie und gewann mit Algarve Pro Racing den Titel in der LMP2-Klasse der ELMS. Er war der Nachwuchsfahrer des Teams Chip Ganassi Racing und stieg auf die Saison 2024 in das IndyCar-Team auf.[2]
- Christian Rasmussen teilte sich ein Cockpit mit Teamchef Ed Carpenter, der auf einigen Oval-Rennstrecken startete. Rasmussen gewann 2023 den Titel in der Indy NXT Serie.
- Tom Blomqvist gab letztes Jahr sein Debüt bei Meyer Shank Racing. Er blieb vorerst beim Team und ersetzte Hélio Castroneves, der nur noch beim Indy 500 startet. Ab dem Grand Prix von Monterey übernahm David Malukas sein Auto.
- Kyle Larson war NASCAR-Cup-Series-Meister der Saison 2021 und machte einen Gaststart beim Indy 500. Sein Einsatz war eine Kooperation von Arrow McLaren und seinem NASCAR-Team Hendrick Motorsports.
- Colin Braun gewann bereits mehrere Titel in der IMSA WeatherTech SportsCar Championship und absolvierte im Alter von 35 Jahren sein IndyCar-Debüt. Er bestritt das Rennen in St. Petersburg für das Team Dale Coyne Racing.
- Nolan Siegel wurde 2023 Rookie of the Year in der Indy-NXT-Serie. Er startete bei einigen Rennen für das Team Dale Coyne Racing und Juncos Hollinger Racing, bevor er einen Vertrag bekam von Arrow McLaren.
- Théo Pourchaire vertrat den verletzten und dann gekündigten David Malukas anfangs der Saison bei Arrow McLaren, der Franzose wurde später durch Nolan Siegel ersetzt.

#### Wechsel und Änderungen
- Marcus Ericsson wechselte nach vier Jahren bei Chip Ganassi Racing zu Andretti Global.
- David Malukas sollte nach zwei Jahren bei Dale Coyne Racing / HMD Motorsports zu Arrow McLaren wechseln. Nach einem Mountainbike-Unfall musste er an seinem linken Handgelenk operiert werden und er verpasste die ersten Rennen. Daraufhin bekam Malukas die Kündigung von Arrow McLaren. Er übernahm ab dem Rennen in Monterey ein Cockpit bei Meyer Shank Racing, wo er Tom Blomqvist ersetzte.
- Felix Rosenqvist übernahm bei Meyer Shank Racing das Cockpit von Simon Pagenaud.
- Hélio Castroneves fuhr 2023 seine letzte komplette Saison. In der Saison 2024 startet er nur noch beim Indy 500.
- Marcus Armstrong fährt 2024 die komplette Saison bei Chip Ganassi Racing, im Vorjahr ließ er die Ovalrennen aus.
- Alex Palou fuhr auch 2024 für Chip Ganassi Racing, obwohl er bereits einen Vertrag bei Arrow McLaren unterschrieben hatte. Arrow McLaren leitete rechtliche Schritte ein, worauf ein Gericht entschied, dass Palou bei Ganassi bleiben muss.[3]
- Romain Grosjeans Vertrag bei Andretti Global wurde nicht verlängert. Für die Saison 2024 bekam er einen Vertrag von Juncos Hollinger Racing. Gegen Andretti Global leitete Grosjean ein Schiedsverfahren in Indiana ein.[4][5]
- Sting Ray Robb wechselte von Dale Coyne Racing zu A. J. Foyt Racing.
- Jack Harvey wechselte von Rahal Letterman Lanigan Racing zu Dale Coyne Racing.

#### Ohne Cockpit
Folgende Fahrer bekamen keinen Vertrag für die Saison 2024:
- Callum Ilott (Juncos Hollinger Racing) fährt 2024 in der Hypercar-Klasse der FIA-Langstrecken-Weltmeisterschaft für das Team Jota. Er vertrat den verletzten David Malukas beim Saisonauftakt in St. Petersburg.
- Benjamin Pedersen (A. J. Foyt Racing)
- Devlin DeFrancesco (Andretti Global)
- Simon Pagenaud (Meyer Shank Racing)

### Übersicht
Alle Teams benutzten das Chassis Dallara DW12 mit dem IR-18-Aerokit und Reifen von Firestone.
| Team                                                   | Motor     | Nr. | Fahrer              | Rennen                    |
| ------------------------------------------------------ | --------- | --- | ------------------- | ------------------------- |
| A.J. Foyt Racing                                       | Chevrolet | 14  | Santino Ferrucci    | 1 – 17                    |
| A.J. Foyt Racing                                       | Chevrolet | 41  | Sting Ray Robb      | 1 – 17                    |
| Andretti Global / Curb-Agajanian                       | Honda     | 26  | Colton Herta        | 1 – 17                    |
| Andretti Global                                        | Honda     | 27  | Kyle Kirkwood       | 1 – 17                    |
| Andretti Global                                        | Honda     | 28  | Marcus Ericsson     | 1 – 17                    |
| Andretti Global / Herta / M. Andretti / Curb-Agajanian | Honda     | 98  | Marco Andretti      | 5                         |
| Arrow McLaren                                          | Chevrolet | 5   | Pato O’Ward         | 1 – 17                    |
| Arrow McLaren                                          | Chevrolet | 6   | Callum Ilott        | 1, 5                      |
| Arrow McLaren                                          | Chevrolet | 6   | Théo Pourchaire     | 2 – 4, 6, 7               |
| Arrow McLaren                                          | Chevrolet | 6   | Nolan Siegel        | 8 – 17                    |
| Arrow McLaren                                          | Chevrolet | 7   | Alexander Rossi     | 1 – 17                    |
| Arrow McLaren                                          | Chevrolet | 7   | Théo Pourchaire     | 12                        |
| McLaren-Hendrick                                       | Chevrolet | 17  | Kyle Larson         | 5                         |
| Chip Ganassi Racing                                    | Honda     | 4   | Kyffin Simpson      | 1 – 17                    |
| Chip Ganassi Racing                                    | Honda     | 8   | Linus Lundqvist     | 1 – 17                    |
| Chip Ganassi Racing                                    | Honda     | 9   | Scott Dixon         | 1 – 17                    |
| Chip Ganassi Racing                                    | Honda     | 10  | Alex Palou          | 1 – 17                    |
| Chip Ganassi Racing                                    | Honda     | 11  | Marcus Armstrong    | 1 – 17                    |
| Dale Coyne Racing                                      | Honda     | 18  | Jack Harvey         | 1 – 4, 6 – 11, 13 – 17    |
| Dale Coyne Racing                                      | Honda     | 18  | Nolan Siegel        | 5                         |
| Dale Coyne Racing                                      | Honda     | 18  | Conor Daly          | 11                        |
| Dale Coyne Racing                                      | Honda     | 51  | Colin Braun         | 1                         |
| Dale Coyne Racing                                      | Honda     | 51  | Nolan Siegel        | 2                         |
| Dale Coyne Racing                                      | Honda     | 51  | Luca Ghiotto        | 3 – 4, 7, 8               |
| Dale Coyne Racing                                      | Honda     | 51  | Katherine Legge     | 5, 10, 11, 13, 15 – 17    |
| Dale Coyne Racing                                      | Honda     | 51  | Tristan Vautier     | 6                         |
| Dale Coyne Racing                                      | Honda     | 51  | Toby Sowery         | 9, 12, 14                 |
| Dreyer & Reinbold Racing / Cusick Motorsports          | Chevrolet | 23  | Ryan Hunter-Reay    | 5                         |
| Dreyer & Reinbold Racing / Cusick Motorsports          | Chevrolet | 24  | Conor Daly          | 5                         |
| Ed Carpenter Racing                                    | Chevrolet | 20  | Christian Rasmussen | 1 – 4, 6 – 9, 12, 14 – 17 |
| Ed Carpenter Racing                                    | Chevrolet | 20  | Ed Carpenter        | 5, 10, 11, 13             |
| Ed Carpenter Racing                                    | Chevrolet | 21  | Rinus VeeKay        | 1 – 17                    |
| Ed Carpenter Racing                                    | Chevrolet | 33  | Christian Rasmussen | 5                         |
| Juncos Hollinger Racing                                | Chevrolet | 77  | Romain Grosjean     | 1 – 17                    |
| Juncos Hollinger Racing                                | Chevrolet | 78  | Agustín Canapino    | 1 – 6, 8 – 12             |
| Juncos Hollinger Racing                                | Chevrolet | 78  | Nolan Siegel        | 7                         |
| Juncos Hollinger Racing                                | Chevrolet | 78  | Conor Daly          | 13 – 17                   |
| Meyer Shank Racing                                     | Honda     | 06  | Hélio Castroneves   | 5                         |
| Meyer Shank Racing                                     | Honda     | 60  | Felix Rosenqvist    | 1 – 17                    |
| Meyer Shank Racing                                     | Honda     | 66  | Tom Blomqvist       | 1 – 5                     |
| Meyer Shank Racing                                     | Honda     | 66  | Hélio Castroneves   | 6, 7                      |
| Meyer Shank Racing                                     | Honda     | 66  | David Malukas       | 8 – 17                    |
| Rahal Letterman Lanigan Racing                         | Honda     | 15  | Graham Rahal        | 1 – 17                    |
| Rahal Letterman Lanigan Racing                         | Honda     | 30  | Pietro Fittipaldi   | 1 – 17                    |
| Rahal Letterman Lanigan Racing                         | Honda     | 45  | Christian Lundgaard | 1 – 17                    |
| Rahal Letterman Lanigan Racing                         | Honda     | 75  | Takuma Satō         | 5                         |
| Rahal Letterman Lanigan Racing                         | Honda     | 75  | Jüri Vips           | 14                        |
| Team Penske                                            | Chevrolet | 2   | Josef Newgarden     | 1 – 17                    |
| Team Penske                                            | Chevrolet | 3   | Scott McLaughlin    | 1 – 17                    |
| Team Penske                                            | Chevrolet | 12  | Will Power          | 1 – 17                    |

## Rennkalender
Es wurden 17 Rennen auf 15 verschiedenen Rennstrecken gefahren. Auf permanenten Rennstrecken fanden sechs Rennen statt, auf temporären Rennstrecken vier und Ovalkursen sieben. Aus der Vorsaison fehlten die Rennen in Fort Worth und das zweite Rennen auf dem Infieldkurs von Indianapolis. Die Milwaukee Mile kehrte nach acht Jahren Pause wieder in den Kalender zurück. Es fanden dort zwei Rennen am gleichen Wochenende statt. Das Saisonfinale sollte diese Saison auf dem Stadtkurs in Nashville ausgetragen werden. Weil das Footballstadion, an dem die Strecke vorbeiführt, umgebaut wurde, gab es Pläne für eine neue Streckenführung. Am 14. Februar gab IndyCar jedoch bekannt, dass das Finale auf dem Nashville Superspeedway stattfinden werde, da die Bauarbeiten länger dauern. Der Gand Prix of Monterey wurde in den Juni vor verschoben.

### Rennen ohne Meisterschaftsstatus
Vom 22. bis 24. März 2024 trug die IndyCar Series eine Veranstaltung auf der Rennstrecke „The Thermal Club“ im Süden Kaliforniens in der Nähe von Palm Springs aus. Es wurden keine Meisterschaftspunkte vergeben, stattdessen erhielt der Sieger eine Million Dollar Preisgeld. Bei der Veranstaltung fanden nach der Qualifikation zwei Vorläufe statt. Die jeweils besten Sechs fuhren anschließend in einem Hauptlauf, den Alex Palou gewann.
| Nr. | Datum         | Start MEZ/MESZ | Ort (Staat)         | Rennen / Rennstrecke                                                        | Distanz (mi / km) Runden   | Erster           | Zweiter          | Dritter             | Pole Position    | Schnellste Runde    |
| --- | ------------- | -------------- | ------------------- | --------------------------------------------------------------------------- | -------------------------- | ---------------- | ---------------- | ------------------- | ---------------- | ------------------- |
| 1.  | 10. März      | 17:30          | St. Petersburg (FL) | Grand Prix of St. Petersburg Streets of St. Petersburg (T)                  | 180,0 / 289,7 100 Runden   | Pato O’Ward      | Will Power       | Colton Herta        | Josef Newgarden  | Kyffin Simpson      |
| NC  | 24. März      | 17:30          | Thermal (CA)        | Thermal Club $1 Million Challenge The Thermal Club Raceway (P)              | 61,34 / 98,71 20 Rd.       | Alex Palou       | Scott McLaughlin | Felix Rosenqvist    | Alex Palou       | Alex Palou          |
| 2.  | 21. April     | 21:00          | Long Beach (CA)     | Grand Prix of Long Beach Long Beach Grand Prix Circuit (T)                  | 167,28 / 269,21 85 Runden  | Scott Dixon      | Colton Herta     | Alex Palou          | Felix Rosenqvist | Marcus Ericsson     |
| 3.  | 28. April     | 18:30          | Birmingham (AL)     | Indy Grand Prix of Alabama Barber Motorsports Park (P)                      | 207,0 / 333,13 90 Runden   | Scott McLaughlin | Will Power       | Linus Lundqvist     | Scott McLaughlin | Scott McLaughlin    |
| 4.  | 11. Mai       | 21:30          | Speedway (IN)       | Grand Prix of Indianapolis Indianapolis Motor Speedway (P)                  | 207,32 / 333,64 85 Runden  | Alex Palou       | Will Power       | Christian Lundgaard | Alex Palou       | Alex Palou          |
| 5.  | 26. Mai       | 22:45          | Speedway (IN)       | Indianapolis 500 Indianapolis Motor Speedway (O)                            | 500 / 804,67 200 Runden    | Josef Newgarden  | Pato O’Ward      | Scott Dixon         | Scott McLaughlin | Christian Lundgaard |
| 6.  | 2. Juni       | 18:30          | Detroit (MI)        | Detroit Grand Prix Detroit Street Circuit (T)                               | 164,5 / 264,7 100 Runden   | Scott Dixon      | Marcus Ericsson  | Marcus Armstrong    | Colton Herta     | Colton Herta        |
| 7.  | 9. Juni       | 21:30          | Elkhart Lake (WI)   | Grand Prix at Road America Road America (P)                                 | 220,55 / 354,94 55 Runden  | Will Power       | Josef Newgarden  | Scott McLaughlin    | Linus Lundqvist  | Scott Dixon         |
| 8.  | 23. Juni      | 00:15 (MO)     | Monterey (CA)       | Grand Prix of Monterey Laguna Seca (P)                                      | 212,61 / 342,16 95 Runden  | Alex Palou       | Colton Herta     | Alexander Rossi     | Alex Palou       | Marcus Ericsson     |
| 9.  | 7. Juli       | 19:45          | Lexington (OH)      | Indy 200 at Mid-Ohio Mid-Ohio Sports Car Course (P)                         | 180,64 / 290,71 80 Runden  | Pato O’Ward      | Alex Palou       | Scott McLaughlin    | Alex Palou       | Josef Newgarden     |
| 10. | 14. Juli      | 02:00 (SO)     | Newton (IA)         | Hy-Vee IndyCar Race 1 Iowa Speedway (O)                                     | 223,5 / 359,6 250 Runden   | Scott McLaughlin | Pato O’Ward      | Josef Newgarden     | Colton Herta     | Josef Newgarden     |
| 11. | 14. Juli      | 18:00 (SO)     | Newton (IA)         | Hy-Vee IndyCar Race 2 Iowa Speedway (O)                                     | 223,5 / 359,6 250 Runden   | Will Power       | Alex Palou       | Scott Dixon         | Scott McLaughlin | Josef Newgarden     |
| 12. | 21. Juli      | 19:00          | Toronto (ON)        | Indy Toronto Streets of Toronto (T)                                         | 151,81 / 244,31 85 Runden  | Colton Herta     | Kyle Kirkwood    | Scott Dixon         | Colton Herta     | Scott Dixon         |
| 13. | 18. August    | 00:15 (SO)     | Madison (IL)        | Bommarito Automotive Group 500 World Wide Technology Raceway at Gateway (O) | 324,7 / 522.6 260 Runden   | Josef Newgarden  | Scott McLaughlin | Linus Lundqvist     | Scott McLaughlin | Josef Newgarden     |
| 14. | 25. August    | 21:00          | Portland (OR)       | Grand Prix of Portland Portland International Raceway (P)                   | 216,04 / 347,68 110 Runden | Will Power       | Alex Palou       | Josef Newgarden     | Santino Ferrucci | David Malukas       |
| 15. | 1. September  | 00:15          | West Allis (WI)     | Milwaukee Mile Race 1 Milwaukee Mile (O)                                    | 250 / 402,336 250 Runden   | Pato O’Ward      | Will Power       | Conor Daly          | Scott McLaughlin | Scott McLaughlin    |
| 16. | 1. September  | 20:30          | West Allis (WI)     | Milwaukee Mile Race 2 Milwaukee Mile (O)                                    | 250 / 402,336 250 Runden   | Scott McLaughlin | Scott Dixon      | Colton Herta        | Josef Newgarden  | Scott Dixon         |
| 17. | 15. September | 21:30          | Nashville (TN)      | Music City Grand Prix Nashville Superspeedway (o)                           | 267,8 / 430,9 206 Runden   | Colton Herta     | Pato O’Ward      | Josef Newgarden     | Kyle Kirkwood    | Pato O’Ward         |

Legende: (O) Ovalkurs, (T) temporäre Rennstrecke (Stadtkurs), (P) permanente Rennstrecke

## Wertungen

### Punktesystem
| Position                    | 1  | 2  | 3  | 4  | 5  | 6  | 7  | 8  | 9  | 10 | 11 | 12 | 13 | 14 | 15 | 16 | 17 | 18 | 19 | 20 | 21 | 22 | 23 | 24 | 25 | 26 | 27 | 28 | 29 | 30 | 31 | 32 | 33 |
| --------------------------- | -- | -- | -- | -- | -- | -- | -- | -- | -- | -- | -- | -- | -- | -- | -- | -- | -- | -- | -- | -- | -- | -- | -- | -- | -- | -- | -- | -- | -- | -- | -- | -- | -- |
| Rennen                      | 50 | 40 | 35 | 32 | 30 | 28 | 26 | 24 | 22 | 20 | 19 | 18 | 17 | 16 | 15 | 14 | 13 | 12 | 11 | 10 | 9  | 8  | 7  | 6  | 5  | 5  | 5  | 5  | 5  | 5  | 5  | 5  | 5  |
| Indianapolis 500 Qualifying | 12 | 11 | 10 | 9  | 8  | 7  | 6  | 5  | 4  | 3  | 2  | 1  |    |    |    |    |    |    |    |    |    |    |    |    |    |    |    |    |    |    |    |    |    |

Außerdem gab es je einen Zusatzpunkt für die Pole-Position und für alle Fahrer mit mindestens einer Führungsrunde. Der Fahrer mit den meisten Führungsrunden bekam zwei weitere Zusatzpunkte. Wenn der Wagen zum Rennstart nicht einsatzfähig war und der Fahrer am Training und/oder an der Qualifikation teilgenommen hatte, wurden halbe Punkte vergeben.

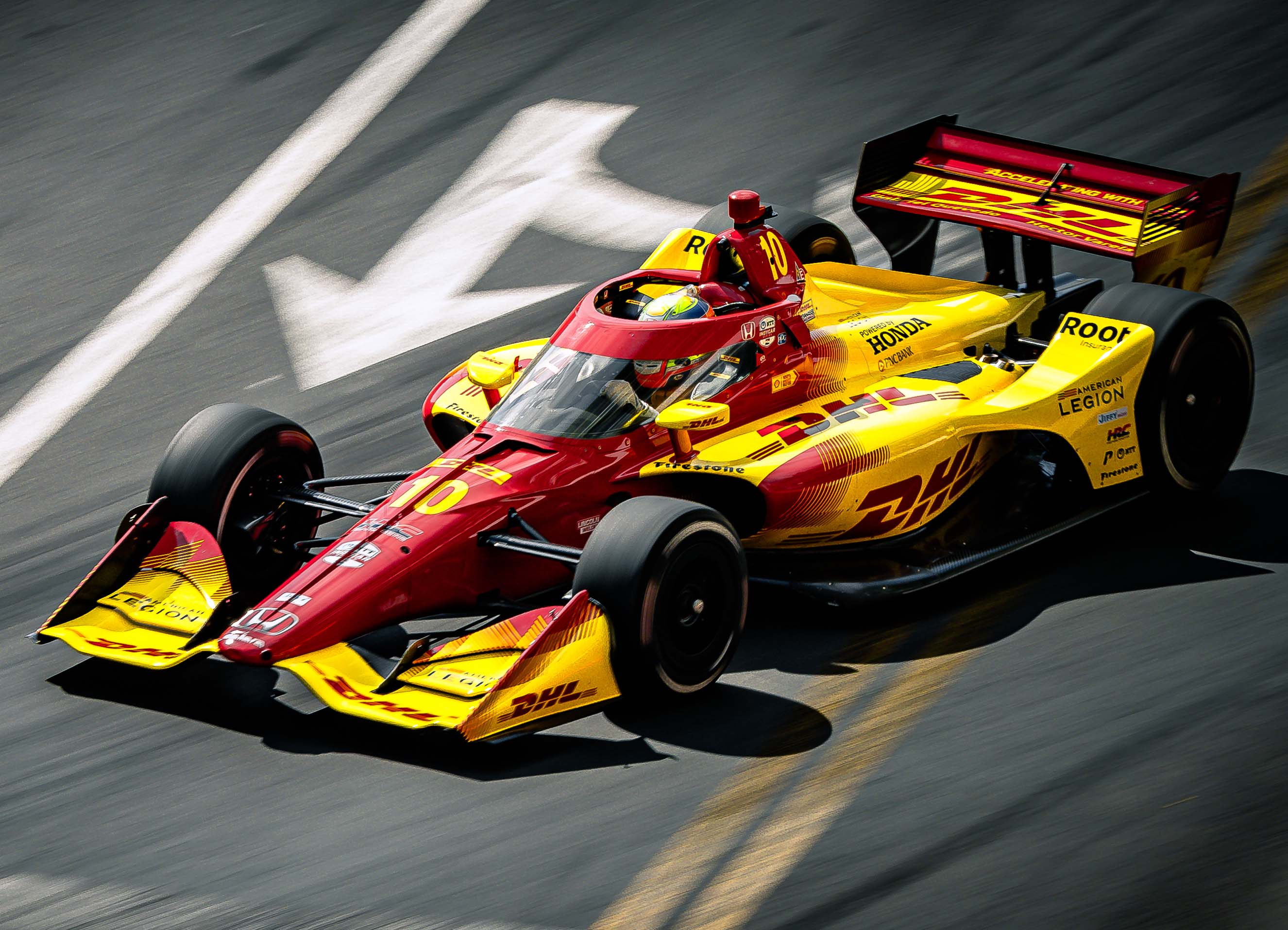
Zum dritten Mal die Meisterschaft gewonnen, Alex Palou beim Grand Prix of St. Petersburg 2024

### Fahrerwertung
| Pos. | Fahrer                  | STP | THE | LBH | ALA | IGP | INDY | DET | ROA | LAG | MDO | IOW | IOW | TOR | GAT  | POR | MIL | MIL | NSH | Punkte |
| Pos. | Fahrer                  | STP | THE | LBH | ALA | IGP | INDY | DET | ROA | LAG | MDO | R1  | R2  | TOR | GAT  | POR | R1  | R2  | NSH | Punkte |
| ---- | ----------------------- | --- | --- | --- | --- | --- | ---- | --- | --- | --- | --- | --- | --- | --- | ---- | --- | --- | --- | --- | ------ |
| 1    | Alex Palou              | 4   | 1L* | 3   | 5L  | 1L* | 5L   | 16L | 4L  | 1L* | 2L* | 23  | 2L* | 4   | 4    | 2L  | 5   | 19  | 11  | 544    |
| 2    | Colton Herta            | 3L  | 4   | 2L  | 8   | 7   | 23   | 19L | 6L  | 2L  | 4   | 11L | 5   | 1L* | 5    | 4L  | 22L | 3L  | 1L  | 513    |
| 3    | Scott McLaughlin        | 27  | 2   | 26  | 1L* | 6L  | 61L* | 20  | 3L* | 21  | 3L  | 1L* | 3L  | 16  | 2L   | 7   | 8L  | 1L* | 5   | 505    |
| 4    | Will Power              | 2   | DNQ | 6L  | 2L  | 2   | 242  | 6   | 1L  | 7   | 11  | 18  | 1L  | 12  | 18L* | 1L* | 2L  | 10L | 24  | 498    |
| 5    | Pato O'Ward             | 1   | DNQ | 16  | 23  | 13  | 28L  | 7   | 8   | 8   | 1L  | 2   | 6   | 17  | 26   | 15  | 1L* | 24  | 2L  | 460    |
| 6    | Scott Dixon             | 7   | DNQ | 1L* | 15  | 4L  | 3L   | 1L* | 21  | 6   | 27  | 4   | 4   | 3L  | 11L  | 28  | 10  | 2   | 17  | 456    |
| 7    | Kyle Kirkwood           | 10  | DNQ | 7L  | 10  | 11  | 711L | 4L  | 5L  | 5L  | 8   | 7   | 16  | 2   | 22   | 10  | 12  | 8   | 4L* | 420    |
| 8    | Josef Newgarden         | 26  | 8   | 4L  | 16  | 17  | 13L  | 26L | 2L  | 19L | 25  | 3   | 7   | 11  | 1L   | 3L  | 26  | 27L | 3L  | 401    |
| 9    | Santino Ferrucci        | 9   | DNQ | 21  | 7L  | 27  | 86L  | 9   | 15  | 9   | 10  | 6   | 11  | 20  | 12   | 8   | 4   | 4L  | 6   | 367    |
| 10   | Alexander Rossi         | 6   | 7   | 10  | 25  | 8L  | 44L  | 5   | 18  | 3L  | 6   | 8   | 15  | INJ | 19L  | 12  | 7   | 6L  | 15L | 366    |
| 11   | Christian Lundgaard     | 18L | 9   | 23  | 6   | 3L  | 13L  | 11L | 11  | 15  | 7   | 22  | 17  | 7   | 15   | 13  | 9   | 12  | 19  | 312    |
| 12   | Felix Rosenqvist        | 5   | 3   | 9L  | 4L  | 10  | 279  | 8   | 14L | 11  | 14  | 13  | 26  | 23  | 6    | 14  | 13  | 11  | 27  | 306    |
| 13   | Rinus VeeKay            | 8   | DNQ | 14  | 17  | 26  | 97L  | 14  | 24  | 26  | 19  | 5   | 9   | 8   | 10   | 11  | 14  | 7   | 12  | 300    |
| 14   | Marcus Armstrong        | 25  | 5   | 12  | 9   | 5L  | 30   | 3   | 26  | 22  | 17  | 10  | 19  | 5   | 8    | 5L  | 21  | 26  | 7   | 298    |
| 15   | Marcus Ericsson         | 23  | DNQ | 5   | 18  | 16  | 33   | 2   | 9   | 10  | 5   | 9   | 23  | 18L | 24L  | 6   | 27  | 5   | 25  | 297    |
| 16   | Linus Lundqvist (RY)    | 21  | 6   | 13  | 3L  | 24  | 28   | 22  | 12  | 17  | 15  | 21  | 12L | 13  | 3L   | 23  | 6L  | 20  | 8   | 279    |
| 17   | Romain Grosjean         | 22  | DNQ | 8   | 12  | 12  | 19   | 23  | 7   | 4   | 23  | 24  | 10  | 9   | 16   | 27  | 24  | 9   | 16  | 260    |
| 18   | Graham Rahal            | 14  | 11  | 17  | 11  | 9L  | 15   | 15  | 10  | 24  | 18  | 16  | 8   | 10  | 23L  | 9   | 20  | 23  | 23  | 251    |
| 19   | Pietro Fittipaldi       | 13  | 12  | 24  | 27  | 14L | 32   | 13  | 16  | 14  | 24  | 19  | 20  | 19  | 14   | 25  | 18  | 21  | 21  | 186    |
| 20   | Sting Ray Robb          | 24  | DNQ | 18  | 26  | 22  | 16L  | 21  | 17  | 20  | 16  | 15  | 21  | 25  | 9L   | 18  | 23  | 18  | 20  | 185    |
| 21   | Kyffin Simpson (R)      | 12  | DNQ | 19  | 14  | 15  | 21L  | 24  | 27  | 23  | 21  | 14  | 18  | 22  | 25   | 16  | 25  | 13  | 22  | 182    |
| 22   | Christian Rasmussen (R) | 19  | DNQ | 27  | 24  | 20  | 12   | 27  | 20  | 13  | 9   |     |     | 27  |      | 26  | 11  | 16  | 14  | 163    |
| 23   | Nolan Siegel (R)        |     | DNQ | 20  |     |     | DNQ  |     | 23  | 12  | 20  | 12  | 14  | 21  | 7L   | 21  | 17  | 25  | 18  | 154    |
| 24   | David Malukas           |     |     |     |     |     |      |     |     | 16  | 12  | 26  | 13  | 6   | 21L  | 20  | 15  | 22  | 9L  | 148    |
| 25   | Jack Harvey             | 17  |     | 25  | 13  | 18  |      | 17  | 25  | 25  | 26  | 25  | INJ |     | 20   | 24  | 16  | 14  | 13  | 143    |
| 26   | Conor Daly              |     |     |     |     |     | 10L  |     |     |     |     |     | 27  |     | 13   | 22  | 3   | 17L | 10  | 119    |
| 27   | Agustín Canapino        | 16  | 10  | 15  | 20  | 21  | 22   | 12  |     | 18  | 22  | 27  | 25  | 26  |      |     |     |     |     | 109    |
| 28   | Théo Pourchaire (R)     |     |     | 11  | 22  | 19  |      | 10  | 13  |     |     |     |     | 14  |      |     |     |     |     | 91     |
| 29   | Katherine Legge         |     |     |     |     |     | 29   |     |     |     |     | 17  | 24  |     | 27   |     | 19  | 15L | 26  | 61     |
| 30   | Tom Blomqvist (R)       | 15  | DNQ | 22  | 19  | 23  | 31   |     |     |     |     |     |     |     |      |     |     |     |     | 46     |
| 31   | Toby Sowery (R)         |     |     |     |     |     |      |     |     |     | 13  |     |     | 15  |      | 17  |     |     |     | 45     |
| 32   | Ed Carpenter            |     |     |     |     |     | 17L  |     |     |     |     | 20  | 22  |     | 17   |     |     |     |     | 45     |
| 33   | Callum Ilott            | 11  | DNQ |     |     |     | 11L  |     |     |     |     |     |     |     |      |     |     |     |     | 39     |
| 34   | Luca Ghiotto (R)        |     |     |     | 21  | 25  |      |     | 22  | 27  |     |     |     |     |      |     |     |     |     | 27     |
| 35   | Hélio Castroneves       |     |     |     |     |     | 20   | 25  | 19  |     |     |     |     |     |      |     |     |     |     | 26     |
| 36   | Kyle Larson (R)         |     |     |     |     |     | 185L |     |     |     |     |     |     |     |      |     |     |     |     | 21     |
| 37   | Takuma Sato             |     |     |     |     |     | 1410 |     |     |     |     |     |     |     |      |     |     |     |     | 19     |
| 38   | Tristan Vautier         |     |     |     |     |     |      | 18  |     |     |     |     |     |     |      |     |     |     |     | 12     |
| 39   | Jüri Vips (R)           |     |     |     |     |     |      |     |     |     |     |     |     |     |      | 19  |     |     |     | 11     |
| 40   | Colin Braun (R)         | 20  | DNQ |     |     |     |      |     |     |     |     |     |     |     |      |     |     |     |     | 10     |
| 41   | Hunter McElrea (R)      |     |     |     |     |     |      |     |     |     |     |     |     | 24  |      |     |     |     |     | 6      |
| 42   | Ryan Hunter-Reay        |     |     |     |     |     | 2612 |     |     |     |     |     |     |     |      |     |     |     |     | 6      |
| 43   | Marco Andretti          |     |     |     |     |     | 25   |     |     |     |     |     |     |     |      |     |     |     |     | 5      |
| Pos. | Fahrer                  | STP | THE | LBH | ALA | IGP | INDY | DET | ROA | LAG | MDO | IOW | IOW | TOR | GAT  | POR | MIL | MIL | NSH | Punkte |
| Pos. | Fahrer                  | STP | THE | LBH | ALA | IGP | INDY | DET | ROA | LAG | MDO | R1  | R2  | TOR | GAT  | POR | R1  | R2  | NSH | Punkte |

(R)=Rookie / (RY)=Rookie of the Year / Legende
Anmerkung: Das zweite Rennen Thermal Club $1 Million Dollar Challenge (THE) zählt nicht zur Meisterschaft.

### Teamwertung
Jedes Auto und Startnummer der Saison 2024, das in der vorangegangenen Saison unter die besten 22 fuhr, qualifizierte sich für den Leaders Circle. Dieses Programm sichert jedem teilnehmenden Auto einen Bonus zu, sofern das Auto die gesamte Saison bestritt. Die Anzahl Autos für den Leaders Circle ist auf drei begrenzt pro Team. Es werden nur Vollzeiteinträge angezeigt. Ein hellgrauer Hintergrund weist auf Nicht-Leader's Circle-Einträge für die Saison 2024 hin.
| Pos.                                                           | Startnummer / Team                       | Fahrer                                                                            | STP | LBH | ALA | IGP | INDY | DET | ROA | LAG | MDO | IOW | IOW | TOR | GAT  | POR | MIL | MIL | NSH | Punkte |
| -------------------------------------------------------------- | ---------------------------------------- | --------------------------------------------------------------------------------- | --- | --- | --- | --- | ---- | --- | --- | --- | --- | --- | --- | --- | ---- | --- | --- | --- | --- | ------ |
| 1                                                              | #10 Chip Ganassi Racing                  | Alex Palou                                                                        | 4   | 3   | 5L  | 1L* | 5    | 16L | 4L  | 1L* | 2L* | 23  | 2L* | 4   | 4    | 2L  | 5   | 19  | 11  | 544    |
| 2                                                              | #26 Andretti Global / Curb-Agajanian     | Colton Herta                                                                      | 3L  | 2L  | 8   | 7   | 23   | 19L | 6L  | 2L  | 4   | 11L | 5   | 1L* | 5    | 4L  | 22L | 3L  | 1L  | 513    |
| 3                                                              | #3 Team Penske                           | Scott McLaughlin                                                                  | 27  | 26  | 1L* | 6L  | 6L1* | 20  | 3L* | 21  | 3L  | 1L* | 3L  | 16  | 2L   | 7   | 8L  | 1L* | 5   | 505    |
| 4                                                              | #12 Team Penske                          | Will Power                                                                        | 2   | 6L  | 2L  | 2   | 242  | 6   | 1L  | 7   | 11  | 18  | 1L  | 12  | 18*L | 1L* | 2L  | 10L | 24  | 498    |
| 5                                                              | #5 Arrow McLaren                         | Pato O’Ward                                                                       | 1   | 16  | 23  | 13  | 2L8  | 7   | 8   | 8   | 1L  | 2   | 6   | 17  | 26   | 15  | 1L* | 24  | 2L  | 460    |
| 6                                                              | #9 Chip Ganassi Racing                   | Scott Dixon                                                                       | 7   | 1L* | 15  | 4L  | 3L   | 1L* | 21  | 6   | 27  | 4   | 4   | 3L  | 11L  | 28  | 10  | 2   | 17  | 456    |
| 7                                                              | #27 Andretti Global                      | Kyle Kirkwood                                                                     | 10  | 7L  | 10  | 11  | 711  | 4L  | 5L  | 5L  | 8   | 7   | 16  | 2   | 22   | 10  | 12  | 8   | 4L* | 420    |
| 8                                                              | #2 Team Penske                           | Josef Newgarden                                                                   | 26  | 4L  | 16  | 17  | 1L3  | 26L | 2L  | 19L | 25  | 3   | 7   | 11  | 1L   | 3L  | 27  | 27L | 3L  | 401    |
| 9                                                              | #7 Arrow McLaren                         | Alexander Rossi Théo Pourchaire                                                   | 6   | 10  | 25  | 8L  | 4    | 5   | 18  | 3L  | 6   | 8   | 15  | 14  | 19L  | 12  | 7   | 6L  | 15L | 382    |
| 10                                                             | #14 A. J. Foyt Enterprises               | Santino Ferrucci                                                                  | 9   | 21  | 7L  | 27  | 86   | 9   | 15  | 9   | 10  | 6   | 11  | 20  | 12   | 8   | 4   | 4L  | 6   | 367    |
| 11                                                             | #45 Rahal Letterman Lanigan Racing       | Christian Lundgaard                                                               | 18L | 23  | 6   | 3L  | 13L  | 11L | 11  | 15  | 7   | 22  | 17  | 7   | 15   | 13  | 9   | 12  | 19  | 312    |
| 12                                                             | #60 Meyer Shank Racing                   | Felix Rosenqvist                                                                  | 5   | 9L  | 4L  | 10  | 279  | 8   | 14L | 11  | 14  | 13  | 26  | 23  | 6    | 14  | 13  | 11  | 27  | 306    |
| 13                                                             | #21 Ed Carpenter Racing                  | Rinus VeeKay                                                                      | 8   | 14  | 17  | 26  | 9L7  | 14  | 24  | 26  | 19  | 5   | 9   | 8   | 10   | 11  | 14  | 7   | 12  | 300    |
| 14                                                             | #11 Chip Ganassi Racing                  | Marcus Armstrong                                                                  | 25  | 12  | 9   | 5L  | 30   | 3   | 26  | 22  | 17  | 10  | 19  | 5   | 8    | 5L  | 21  | 26  | 7   | 298    |
| 15                                                             | #28 Andretti Global                      | Marcus Ericsson                                                                   | 23  | 5   | 18  | 16  | 32   | 2   | 9   | 10L | 5   | 9   | 23  | 18L | 24L  | 6   | 26  | 5   | 25  | 297    |
| 16                                                             | #8 Chip Ganassi Racing                   | Linus Lundqvist                                                                   | 21  | 13  | 3L  | 24  | 28   | 22  | 12  | 17  | 15  | 21  | 12L | 13  | 3L   | 23  | 6L  | 20  | 8   | 279    |
| 17                                                             | #77 Juncos Hollinger Racing              | Romain Grosjean                                                                   | 22  | 8   | 12  | 12  | 19   | 23  | 7   | 4   | 23  | 24  | 10  | 9   | 16   | 27  | 24  | 9   | 16  | 260    |
| 18                                                             | #6 Arrow McLaren                         | Callum Ilott Théo Pourchaire Nolan Siegel                                         | 11  | 11  | 22  | 19  | 11L  | 10  | 13  | 12  | 20  | 12  | 14  | 21  | 7L   | 21  | 17  | 25  | 18  | 251    |
| 19                                                             | #15 Rahal Letterman Lanigan Racing       | Graham Rahal                                                                      | 14  | 17  | 11  | 9L  | 15   | 15  | 10  | 24  | 18  | 16  | 8   | 10  | 23L  | 9   | 20  | 23  | 23  | 251    |
| 20                                                             | #66 Meyer Shank Racing                   | Tom Blomqvist Hélio Castroneves David Malukas                                     | 15  | 22  | 19  | 23  | 31   | 25  | 19  | 16  | 12  | 26  | 13  | 6   | 21L  | 20  | 15  | 22  | 9L  | 210    |
| 21                                                             | #78 Juncos Hollinger Racing              | Agustín Canapino Nolan Siegel Conor Daly                                          | 16  | 15  | 20  | 21  | 22   | 12  | 23  | 18  | 22  | 27  | 25  | 26  | 13   | 22  | 3   | 17  | 10  | 209    |
| 22                                                             | #20 Ed Carpenter Racing                  | Christian Rasmussen Ed Carpenter                                                  | 19  | 27  | 24  | 20  | 17L  | 27  | 20  | 13  | 9   | 20  | 22  | 27  | 17   | 26  | 11  | 16  | 14  | 190    |
| 23                                                             | #30 Rahal Letterman Lanigan Racing       | Pietro Fittipaldi                                                                 | 13  | 24  | 27  | 14L | 33   | 13  | 16  | 14  | 24  | 19  | 20  | 19  | 14   | 25  | 18  | 21  | 21  | 186    |
| nur die besten 22 Autos sind für den Leaders-Circle berechtigt |                                          |                                                                                   |     |     |     |     |      |     |     |     |     |     |     |     |      |     |     |     |     |        |
| 24                                                             | #41 A. J. Foyt Enterprises               | Sting Ray Robb                                                                    | 24  | 18  | 26  | 22  | 16L  | 21  | 17  | 20  | 16  | 15  | 21  | 25  | 9L   | 18  | 23  | 18  | 20  | 185    |
| 25                                                             | #4 Chip Ganassi Racing                   | Kyffin Simpson                                                                    | 12  | 19  | 14  | 15  | 21L  | 24  | 27  | 23  | 21  | 14  | 18  | 22  | 25   | 16  | 25  | 13  | 22  | 182    |
| 26                                                             | #51 Dale Coyne Racing / Rick Ware Racing | Colin Braun Nolan Siegel Luca Ghiotto Katherine Legge Tristan Vautier Toby Sowery | 20  | 20  | 21  | 25  | 29   | 18  | 22  | 27  | 13  | 17  | 24  | 15  | 27   | 17  | 19  | 15L | 26  | 165    |
| 27                                                             | #18 Dale Coyne Racing                    | Jack Harvey Nolan Siegel Conor Daly                                               | 17  | 25  | 13  | 18  | DNQ  | 17  | 25  | 25  | 26  | 25  | 27  | 24  | 20   | 24  | 16  | 14  | 13  | 154    |
| Pos.                                                           | Startnummer / Fahrer                     | Fahrer                                                                            | STP | LBH | ALA | IGP | INDY | DET | ROA | LAG | MDO | IOW | IOW | TOR | GAT  | POR | MIL | MIL | NSH | Punkte |

### Wertung Motorenhersteller
Die besten zwei Resultate pro Rennen werden gewertet.
| Pos. | Hersteller | STP | LBH | ALA | IGP | INDY | DET | ROA | LAG | MDO | IOW | IOW | TOR | GAT | POR | MIL | MIL | NSH | Punkte |
| ---- | ---------- | --- | --- | --- | --- | ---- | --- | --- | --- | --- | --- | --- | --- | --- | --- | --- | --- | --- | ------ |
| 1    | Chevrolet  | 1   | 4   | 1   | 2   | 1    | 5   | 1   | 3   | 1   | 1   | 1   | 7   | 1   | 1   | 1   | 2   | 2   | 1475   |
| 1    | Chevrolet  | 2   | 6   | 2   | 6   | 2    | 6   | 2   | 4   | 3   | 2   | 3   | 8   | 2   | 2   | 2   | 4   | 4   | 1475   |
| 2    | Honda      | 3   | 1   | 3   | 1   | 3    | 1   | 4   | 1   | 2   | 4   | 2   | 1   | 3   | 3   | 5   | 1   | 1   | 1343   |
| 2    | Honda      | 4   | 2   | 4   | 3   | 5    | 2   | 5   | 2   | 4   | 7   | 4   | 2   | 4   | 4   | 6   | 3   | 3   | 1343   |